# Hernialde
Hernialde település Spanyolországban, Gipuzkoa tartományban. Hernialde Alkiza, Anoeta és Tolosa községekkel határos. Lakosainak száma 318 fő (2024).

## Népesség
A település népessége az utóbbi években az alábbiak szerint változott:
| Lakosok száma | 286  | 305  | 334  | 346  | 359  | 350  | 321  | 303  | 321  | 318  |
|               | 2001 | 2004 | 2006 | 2009 | 2011 | 2014 | 2016 | 2019 | 2021 | 2024 |